# José Fernandes Leite de Castro
José Fernandes Leite de Castro (Cruz Alta, 5 de outubro de 1871 — 13 de dezembro de 1950) foi um General-de-brigada brasileiro.
Foi ministro da Guerra do Brasil, de 24 de outubro de 1930 a 28 de junho de 1932, no período da Junta Governativa Provisória de 1930  e no início do Governo Provisório de Getúlio Vargas.

[15/2 16:33] Paulo Ricardo: A Revolução de 1930 no Brasil que levou Getúlio Vargas ao poder teve como antecedente a crise mundial de 1929.
A crise de 1929 afetou também o Brasil. Os Estados Unidos eram o maior comprador do café brasileiro. Com a crise, a importação deste produto diminuiu muito e os preços do café brasileiro caíram. Para que não houvesse uma desvalorização excessiva, o governo brasileiro comprou e queimou toneladas de café.
Com a queda dos preços internacionais do café,  a velha aliança entre os Estados de São Paulo e Minas Gerais foi desfeita.  A velha República brasileira era antes gerida por uma política conhecida como " café com leite " que representava os interesses do São Paulo ( o café ) e os interesses de Minas Gerais ( o leite) . Desta forma mineiros e paulistas se revezavam no poder até que a crise mundial de 1929 quebrou a aliança entre os dois Estados.  Com isso surgiu um vácuo no permitiu a ascensão no cenário político de Getúlio Vargas, que não eram nem mineiro, nem paulista, mas gaúcho,  vindo portanto do Estado do Rio Grande do Sul  
Com isso as forças militares ou paramilitares do Estado do Rio Grande do Sul se puseram contra as tropas militares do governo central.  Foi o general Leite de Castro que depondo o governo do Rio de Janeiro , possibilitou que a balança do poder pendesse para o lado dos gaúchos , evitando a guerra civil,  o derramamento de sangue.
[15/2 16:35] Paulo Ricardo: Em 01 de novembro de 1930, uma vez deposto o governo do Rio de Janeiro,  tendo ainda a Junta Militar decidido  transmitir o poder a Getúlio Vargas, os  revolucionários gaúchos entraram no Rio de Janeiro e amarraram seus cavalos no Obelisco, na principal avenida da cidade,  na Avenida Rio Branco,  num gesto simbólico que representou a tomada do poder em favor de Getúlio Vargas.
[15/2 16:35] Paulo Ricardo: Abaixo reproduzimos trechos do A Nova República de Amador Cysneiros , da Livraria Schnoor,  1931 , contendo referências ao general José Fernandes Leite de Castro
[15/2 16:35] Paulo Ricardo: Na página 09 : 
"  Na manhã do dia 24 de outubro de 1930 deu-se o golpe de estado com a intervenção do Exército e assentimento tácito da Marinha. 
A preparação desse golpe em grande parte coube à atuação conspiradora do General José Fernandes Leite de Castro.
A preparação do golpe teve um caráter altamente pacificador,  evitando sacrifícios de vidas e derrubando sem um tiro sequer o poder constituído.  "
[15/2 16:35] Paulo Ricardo: Na página 14 
" Desferido o golpe constitui-se a primeira Junta Governativa da história do Brasil,  composta dos generais Tasso Fragoso e Menna Barreto e almirante Isaías de Noronha,  fazendo recolher às prisões militares o ex-presidente Washington Luís e seus ministros de Estado e nomeado como Ministro da  Guerra o general de brigada  José Fernandes Leite de Castro. 
O general Leite de Castro se havia incumbido galhardamente da deposição do governo do Estado do Rio de Janeiro , depois de ter assegurado ao movimento a fidelidade de seus comandados no Primeiro Distrito de Artilharia de Costa. "
[15/2 16:43] Paulo Ricardo: Na página 78 
O governador  do Estado do Rio de Janeiro,  Manuel Duarte, foi deposto , em 41 minutos, pelo general Leite de Castro que comandando o Primeiro Distrito de Artilharia de Costa , estabeleceu o seu quartel general no Estado do Rio,  no Forte do Pico e indicou como novo governador o coronel Demócrito de Souza que,  depois passou o governo para Plínio Casado , o qual foi mais tarde confirmado nesse posto como Interventor Federal pelo Governo Provisório de Getúlio Vargas.
[15/2 16:43] Paulo Ricardo: Página 79 
Abertamente, o general Leite de Castro,  às escancaras,  conspirava dentro do próprio Exército ,  cuja prisão chegou a preocupar , certa vez , ao próprio ministro da Guerra, general Nestor Sezefredo dos Passos. 

Leite de Castro conspirava com intuito humano, com desejo intenso de encontrar   uma fórmula salvadora ( para evitar) um desfecho sangrento e desastroso para o País. Leite de Castro conspirava desde que verificou que mais de um terço do Exército se envolvera na revolução.